# Mark Pack
Mark Anthony Pack, baron Pack (né le 27 juillet 1970) est un homme politique britannique qui est président des libéraux-démocrates depuis le 1er janvier 2020. Après que la cheffe du parti, Jo Swinson, ait perdu son siège aux élections de décembre 2019, Pack occupe le poste de chef par intérim aux côtés d'Ed Davey du 1er janvier 2020 au 27 août 2020, date à laquelle Davey est élu chef.

## Éducation
Pack étudie l'histoire et l'économie à l'Université d'York de 1988 à 1991. Il entreprend ensuite un doctorat en histoire, étudiant les élections du XIXe siècle, d'abord à l'Université d'Exeter, avant de revenir à l'Université d'York pour le terminer, en 1994.

## Carrière
Pack travaille comme administrateur informatique avant de travailler pour les Libéraux-démocrates de 2000 à 2009. Il travaille ensuite dans le conseil en communication pour MHP Communications, puis Teneo (à l'époque sous la marque Blue Rubicon), de 2009 à 2019,.
Lorsqu'il travaille pour les Libéraux-démocrates, Pack est responsable des innovations et dirige les campagnes électorales générales sur Internet du parti en 2001 et 2005. Il est directeur de campagne pour la circonscription de Hornsey & Wood Green de 1998 à 2005,. Pack est un blogueur libéral-démocrate de longue date, particpant au blog Liberal Democrat Voice jusqu'en 2013. Depuis 2011, il est rédacteur en chef de Liberal Democrat Newswire, sa newsletter mensuelle par courrier électronique sur le parti.
Pack se présente comme président des Libéraux-démocrates en 2019, sa candidature étant soutenue par les députés Layla Moran et Tom Brake, ainsi que par la députée européenne Catherine Bearder, entre autres. La seule autre candidate est la députée Christine Jardine. Pack est élu par 14 381 voix (58,6 %) contre 10 164 voix (41,4 %) et commence son mandat le 1er janvier 2020. Comme Jo Swinson, auparavant chef du parti, a perdu son siège lors des élections générales de décembre, le chef adjoint Ed Davey et le président du parti sont co-dirigeants jusqu'à ce qu'un nouveau chef permanent puisse être élu.
Pack est nommé à la Chambre des Lords en tant que pair libéral démocrate le 20 décembre 2024.